# Plomo sobre Dallas
Plomo sobre Dallas ist ein im deutschsprachigen Raum nicht aufgeführter Italowestern, den José Maria Zabalza 1970 inszenierte. Er hinterließ keinen bleibenden Eindruck bei Publikum und Kritikern.

## Handlung
Price ist ein junger Goldsucher, der mit einem verstorbenen Freund erfolgreich war. Er kommt nun nach Tombstone, um dem Vater des Verunglückten die Schürfrechte zu überantworten. Er lernt in Ralston allerdings einen skrupellosen Machtmenschen kennen, der mit Gewalt und Betrug die örtlichen Viehzüchter einschüchtert und in den Ruin treibt. Er hat Verbindungen zur Eisenbahngesellschaft, die durch die betroffenen Gebiete ihre Schienen legen möchte. Price stellt sich darum gegen Ralston, der ihn aber gefangen nehmen kann und versucht, durch Folter die Lage der Mine zu erfahren. Price kann sich befreien, Ralston und seine Bande ausschalten und wird mit Ellen, der Saloonsängerin, in Tombstone ein neues Leben beginnen.

## Bemerkungen
Wie häufig, wurde Stab und Besetzung in der italienischen Fassung unter Aufwendung von viel Phantasie anglisiert.